# ウルトラC（チャーミング）!
『ウルトラC（チャーミング）!』は、『電撃G's magazine』（メディアワークス）連載の読者参加企画。

## あらすじ
主人公の前に突然現れた1人の女性。
真乙女家のメイドと名乗る彼女が言う事には、主人公の家と家族ぐるみで付き合っていた真乙女家の当主の余命が数年と宣告されたと言う。「死ぬ前に初孫を！」と願う当主は、自分の娘との結婚を約束させた主人公の下にメイドを派遣したのだ。
突然の事に戸惑いながらも、真乙女家の4姉妹との思い出に浸る主人公。
「あれ？　でも確か、1人だけ男の子がいたような……？」
不安になった主人公は、4姉妹の誰が男なのか、そして誰と結婚したいかを決めるため、行動を開始するのだった。

## 作品概要
電撃G's magazine 2003年12月号から2004年8月号まで連載。
富豪の4姉妹の誰かと結婚しなければならない状況に陥った主人公が、4姉妹の誰と結婚するのか、そして1人いたはずの男を見極める、コメディタッチの企画。
前述のように、4姉妹のうち1人を婚約者として選びつつ、4姉妹の中に1人だけいた男を読者の投稿で決めるという2つの目的をミックスしている。当時より男性のオタク層にも支持されつつあったショタコン・女装少年属性を取り入れ企画されたものであったともいえる。
読者投稿によるイラストやコメントは少なくなかったものの、誌上ゲーム第1回の総投票数が1,000票に達しなかったように絶対的な投票数は少なく、第2回で簡単に終了するようなルール変更が行われたこともあって『シスター・プリンセス』や『双恋』のようにメディアミックスには至らず、2004年8月号で連載終了。G'sの読者参加企画としては『聖女神天国』や『Merry Little Park!』に次ぐ短期間連載となった。
本作の終了以降、G'sはそれまでのオリジナル企画中心路線から転換し、他社製品ゲームを原作としたノベルやコミックを並行して連載するようになり、2005年11月号のリニューアルへと繋がった。

## スタッフ
- イラスト：大崎はるい
- 企画及び文：かのまるひ

両者とも、本作以外の作品を手がけた情報が無く、素性も明らかにされていない。

## 登場人物

### ヒロイン
4人のヒロインは皆、血の繋がった姉妹である。また、読者に対する呼び方がそれぞれ異なる。
真乙女 あかね（まおとめ あかね）
茶色いロングヘアの、大人びた少女。
4姉妹の長女。高校2年生。モデル事務所に所属するほどのスレンダー美人。
イタズラ好きのお茶目な性格で、ダーリンの前では素顔を見せてくれる。
真乙女 みこと（まおとめ みこと）
ピンクの髪を伸ばして両耳の真上に黒いリボンをつけた、清楚な雰囲気の美少女。
4姉妹の次女。中学3年生。
控えめで大人しい、純情な性格。幼い頃からアナタの事を想い続けてきた。
真乙女 すばる（まおとめ すばる）
明るい水色のショートヘアの、きつめの顔立ちの少女。
4姉妹の三女。中学1年生。
気が強そうに見えるが、実は照れ屋なボーイッシュな少女。ダンナ様に会うと、ついスネた態度を取ってしまう。
真乙女 ひじり（まおとめ ひじり）
金髪を左右で三つ編みに結った、小柄な少女。
4姉妹の末っ子。小学4年生。
甘えん坊で気が弱い。大好きなご主人様の言うことは、何でも聞いてしまう。

### その他の登場人物
メイド
紺色のロングヘアをポニーテールに結った、メイド服の女性。
4姉妹の実家である「真乙女家」に仕える上級メイド。本名から年齢まで、一切が不詳。
4姉妹の許婚であるフィアンセ様を迎えに来たのだが、パンツァーロケットをぶっ放したり、いつの間にかベッドに入り込んでいたりとやりたい放題。このキャラクターは、誌上ゲームの選択対象ではなかった。
主人公
4姉妹とは幼馴染の関係。自分の両親と4姉妹の両親が勝手に交わした約束のせいで、4姉妹の中から結婚相手を選ぶ羽目になる。

## 誌上ゲーム

### ルール
基本ルールとして、B危険度というものが存在する。これは、男性疑惑の度合いを示し、100%を超えると、男性であることが確定する（＝誌上ゲームの終了）。各回においてヒロインは共通のコスチュームを着用し、そのイラストを見て、読者はヒロインたちの誰が男なのかを判断する。各回の結果発表において、B危険度の累計が最も高いヒロインのみ、書き下ろしのイラストストーリーが掲載される（つまり、好きなヒロインのイラストストーリーは見たいが、そのためにはB危険度を上昇させなければならないというジレンマが生じる）。
第1回
コスチュームはブルマー。「1番男性に近いと思う」順にヒロインを並べて応募する。この順位によって、Bポイント（ボーイズポイント）が、2点、1点、0点、-1点と加算される。Bポイントの累計の順位によって、B危険度が、10%、5%、0%、-5%となる。また、ヒロインの並べ順が、Bポイント累計順位と合致した読者は「正解者」となり、景品が贈られる。
また人気投票として、「フィアンセにしたいヒロイン」を選ぶ。これはBポイントには無関係。
第2回
コスチュームは裸ワイシャツ。「この子が男の子かも？」「この子が女の子だったらいいな」制度を導入。前者は、男性だと思うヒロインを1人選び、これの得票数が多い順に、B危険度が+50%（1位）、+40%（2位）、+30%(3位)、+20%(4位）となる。後者は、女性だと思うヒロインを1人選び、これの得票数が多い順に、B危険度が-30%（1位）、-20%（2位）、-10%(3位)、+0%(4位）となる。つまり、第1回では、各読者がヒロイン全員を格付けしたが、第2回以降はそれぞれの項目で1人ずつ選ぶ、全く異なるスタイルとなった。
第3回
コスチュームはスクール水着。B危険度に関するルールは第2回と同様。これに加えて人気投票として、「お気に入りのフィアンセ」を選ぶ。第1回の「フィアンセにしたいヒロイン」同様、B危険度には無関係。

### 経過
| 実施回数 | あかね                                               | みこと                                               | すばる                                             | ひじり                                               |
| -------- | ---------------------------------------------------- | ---------------------------------------------------- | -------------------------------------------------- | ---------------------------------------------------- |
| 第1回    | B危険度：5% フィアンセにしたい人の数：260票          | B危険度：-5% フィアンセにしたい人の数：288票         | B危険度：0% フィアンセにしたい人の数：338票        | B危険度：10% フィアンセにしたい人の数：60票          |
| 第2回    | B危険度：5%(前)+40%(289票/男)-10%(241票/女)=35%      | B危険度：-5%(前)+20%(155票/男)-20%(390票/女)=-5%     | B危険度：0%(前)+30%(225票/男)-30%(494票/女)=0%     | B危険度：10%(前)+50%(520票/男)-0%(64票/女)=60%       |
| 第3回    | B危険度：35%(前)+40%(男)-10%(女)=65% お気に入り：3位 | B危険度：-5%(前)+20%(男)-20%(女)=-5% お気に入り：2位 | B危険度：0%(前)+30%(男)-30%(女)=0% お気に入り：1位 | B危険度：60%(前)+50%(男)-0%(女)=110% お気に入り：4位 |

## 歴史
年号は、『電撃G's magazine』の発売号に合わせている。
2003年10月号
『シスター・プリンセス』終了後の新企画の第2弾として告知が掲載される。
2003年12月号
「みこと」のイラストとラフイメージ、「すばる」のラフイメージ紹介。ここで「男が混じっている」という設定が公表される。
2004年1月号
長女「あかね」次女「みこと」三女「すばる」四女「ひじり」イラスト公開。第1回誌上ゲーム開始。
2004年2月号
コミック掲載。以降、誌上ゲームのない月はコミックが掲載される。
2004年3月号
第1回誌上ゲーム結果発表。第2回誌上ゲーム開始。
2004年4月号
コミック掲載。
2004年5月号
第2回誌上ゲーム結果発表。第3回目誌上ゲーム開始。
2004年6月号
コミック掲載。
2004年7月号
第3回誌上ゲーム結果発表。ページ数はそれまでの4ページから2ページに減少、投票数は公開されなかった。ひじりの男疑惑が100%を超えたため、誌上ゲーム終了。
2004年8月号
コミック編最終回。